# Neurotrichus gibbsii
Neurotrichus gibbsii là một loài động vật có vú trong họ Talpidae, bộ Soricomorpha. Loài này được Baird mô tả năm 1858.

## Hình ảnh

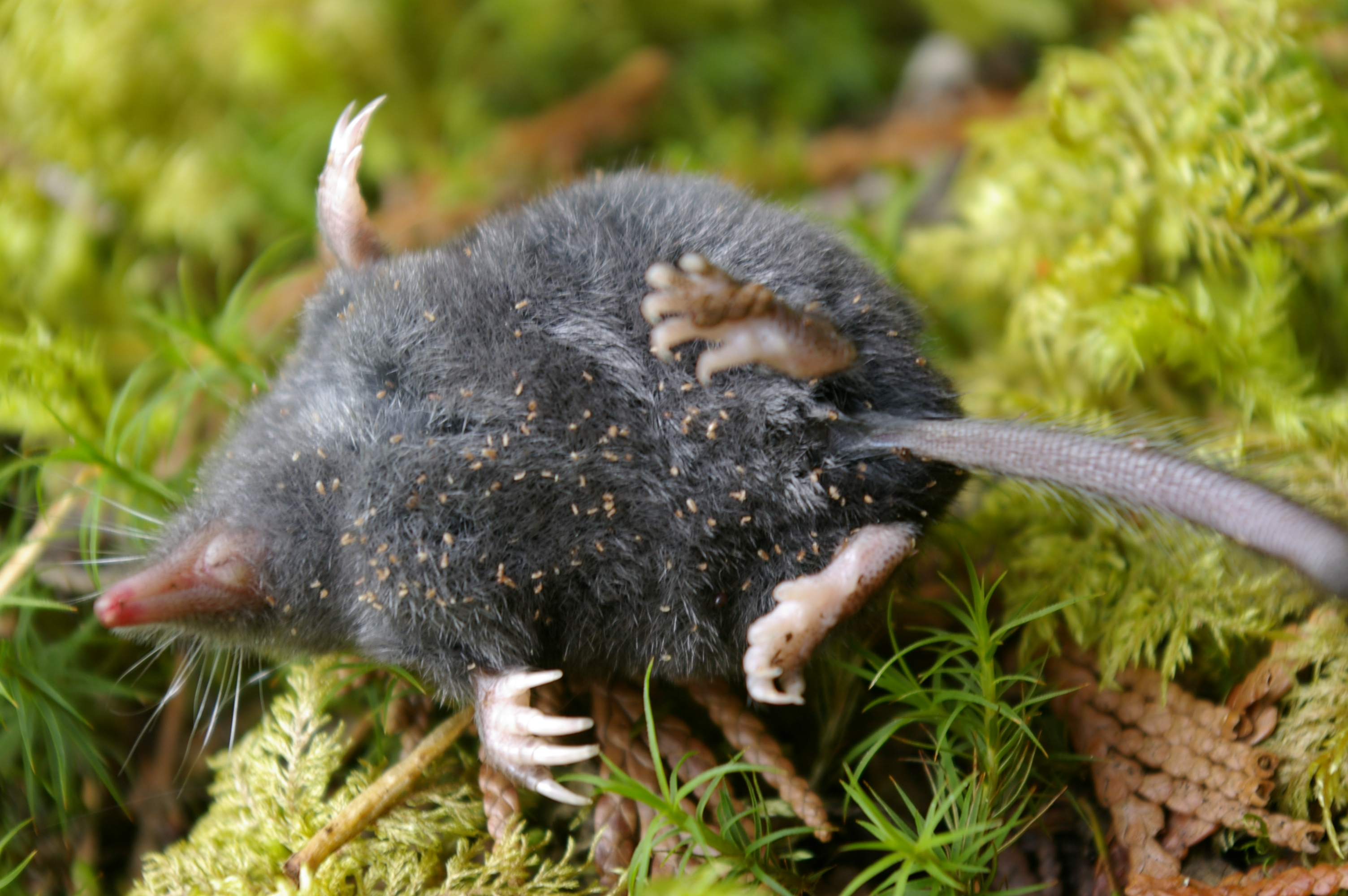